# Megalagrion oahuense
Megalagrion oahuense är en trollsländeart som först beskrevs av Blackburn 1884.  Megalagrion oahuense ingår i släktet Megalagrion och familjen dammflicksländor. IUCN kategoriserar arten globalt som sårbar. Inga underarter finns listade i Catalogue of Life.